# Rubén Héctor di Monte
Rubén Héctor di Monte (ur. 12 kwietnia 1932 w Luján, zm. 18 kwietnia 2016) – argentyński duchowny katolicki, biskup diecezjalny Avellaneda 1986-2000 i arcybiskup Mercedes-Luján 2000-2007.

## Życiorys
Święcenia kapłańskie otrzymał 5 grudnia 1954 i został inkardynowany do diecezji Avellaneda. Był m.in. kanclerzem kurii, dyrektorem
Wydziału Diecezjalnego ds. Powołań oraz radcą Młodzieżowej Rady Akcji Katolickiej. W latach 1967–1971 pełnił funkcję sekretarza wykonawczego "Departamento de Seminarios" Rady Biskupów Ameryki Łacińskiej. Od 1973 był wikariuszem generalnym diecezji.

### Episkopat
13 czerwca 1980 papież Jan Paweł mianował go biskupem pomocniczym Avellaneda ze stolicą tytularną Iomnium. 16 sierpnia tego samego roku z rąk biskupa Antonio Quarracino przyjął sakrę biskupią. 24 marca 1986 ustanowiony biskupem diecezjalnym Avellaneda, a 7 marca 2000 podniesiony do godności arcybiskupiej i przeniesiony do Mercedes-Luján. 27 grudnia 2007 ze względu na wiek na ręce papieża Benedykta XVI złożył rezygnację z zajmowanej funkcji.
Zmarł 18 kwietnia 2016.